# Elecciones municipales del Cuzco de 2014
Las elecciones municipales del Cusco del 2014 se llevaron a cabo el 5 de octubre de 2014 para elegir al alcalde y al Concejo Provincial del Cusco para el periodo 2015-2018. La elección se celebró simultáneamente con elecciones regionales y municipales (provinciales y distritales) en todo el Perú.

## Sistema electoral
La Municipalidad Provincial del Cusco es el órgano administrativo y de gobierno de la provincia del Cusco. Está compuesta por el alcalde y el Concejo Provincial.
La votación del alcalde y el concejo se realiza en base al sufragio universal, que comprende a todos los ciudadanos nacionales mayores de dieciocho años, empadronados y residentes en la provincia del Cusco y en pleno goce de sus derechos políticos, así como a los ciudadanos no nacionales residentes y empadronados en la provincia del Cusco.
El Concejo Provincial del Cusco está compuesto por 13 regidores elegidos por sufragio directo para un período de cuatro (4) años, en forma conjunta con la elección del alcalde (quien lo preside). La votación es por lista cerrada y bloqueada. Se asigna a la lista ganadora los escaños según el método d'Hondt o la mitad más uno, lo que más le favorezca.

## Composición del Concejo Provincial del Cusco
La siguiente tabla muestra la composición del Concejo Provincial del Cusco antes de las elecciones.
| Partidos | Partidos                              | Regidores |
| -------- | ------------------------------------- | --------- |
|          | Patria Arriba Perú Adelante           | 8         |
|          | Lista Independiente N° 1 Fuerza Cusco | 2         |
|          | Qosqollay                             | 1         |
|          | Gran Alianza Nacionalista Cusco       | 1         |
|          | Movimiento Regional PAN               | 1         |

## Partidos y candidatos
A continuación se muestra una lista de los principales partidos y alianzas electorales que participan en las elecciones:
| Candidatura | Candidatura | Partidos y alianzas                                                                             | Candidatos | Candidatos                    | Ideología                                                          | Resultado previo | Resultado previo | Ref. |
| Candidatura | Candidatura | Partidos y alianzas                                                                             | Candidatos | Candidatos                    | Ideología                                                          | Votos (%)        | Reg.             | Ref. |
| ----------- | ----------- | ----------------------------------------------------------------------------------------------- | ---------- | ----------------------------- | ------------------------------------------------------------------ | ---------------- | ---------------- | ---- |
|             | PAPA        | Lista - Patria Arriba Perú Adelante (PAPA)                                                      |            | Godofredo Mendoza Llantoy     | Regionalismo cusqueño                                              | 33.43%           | 8                |      |
|             | MT          | Lista - Movimiento Regional Tawantinsuyo (MT)                                                   |            | Jejosnovara Cervantes Vásquez | Regionalismo cusqueño                                              | 13.33%           | 1                |      |
|             | APRA–RN     | Lista - Alianza Popular (APRA–RN) – Partido Aprista Peruano (APRA) – Restauración Nacional (RN) |            | Alejandrina Arróspide Poblete | Aprismo Humanismo cristiano Evangelismo                            | 2.64%            | 0                |      |
|             | TyL         | Lista - Tierra y Libertad Cusco (TyL)                                                           |            | Héctor Acurio Cruz            | Regionalismo cusqueño                                              | 1.77%            | 0                |      |
|             | SP          | Lista - Somos Perú (SP)                                                                         |            | Policarpo Ccorimanya Zúñiga   | Democracia cristiana Conservadurismo social                        | 1.67%            | 0                |      |
|             | APU         | Lista - Movimiento Regional Acuerdo Popular Unificado (APU)                                     |            | Víctor Villa Zambrano         | Regionalismo cusqueño                                              | 1.34%            | 0                |      |
|             | AP          | Lista - Acción Popular (AP)                                                                     |            | Adolfo Saloma Gonzalez        | Humanismo Nacionalismo cívico Reformismo                           | 0.67%            | 0                |      |
|             | PPC         | Lista - Partido Popular Cristiano (PPC)                                                         |            | Alfredo Mormontoy Atayupanqui | Democracia cristiana Conservadurismo social Liberalismo económico  | 0.32%            | 0                |      |
|             | APP         | Lista - Alianza para el Progreso (APP)                                                          |            | Luis Tristán Valdivia         | Liberalismo económico Conservadurismo liberal Populismo de derecha | Nuevo            | Nuevo            |      |
|             | PHP         | Lista - Partido Humanista Peruano (PHP)                                                         |            | Juan Guevara Paredes          | Humanismo Socialismo Ecosocialismo                                 | Nuevo            | Nuevo            |      |
|             | Inka        | Lista - Movimiento Regional Inka Pachakuteq (Inka)                                              |            | Raúl Salizar Saico            | Regionalismo cusqueño                                              | Nuevo            | Nuevo            |      |
|             | AYLLU       | Lista - Autogobierno AYLLU (AYLLU)                                                              |            | Arizon Laura Alata            | Regionalismo cusqueño                                              | Nuevo            | Nuevo            |      |
|             | FIA         | Lista - Fuerza Inka Amazónica (FIA)                                                             |            | Leonardo Chile Letona         | Regionalismo cusqueño                                              | Nuevo            | Nuevo            |      |
|             | Kausachun   | Lista - Kausachun Cusco (Kausachun)                                                             |            | Carlos Moscoso Perea          | Regionalismo cusqueño                                              | Nuevo            | Nuevo            |      |

## Sondeos de opinión
Las siguientes tablas enumeran las estimaciones de la intención de voto en orden cronológico inverso, mostrando las más recientes primero y utilizando las fechas en las que se realizó el trabajo de campo de la encuesta. Cuando se desconocen las fechas del trabajo de campo, se proporciona la fecha de publicación.
Leyenda:
     Sondeo realizado en el periodo de prohibición legal de la difusión de sondeos de intención de voto.

### Intención de voto
La siguiente tabla enumera las estimaciones ponderadas (sin incluir votos en blanco y nulos) de la intención de voto.
|                                |                |      |      |      |      |      |      |      |  |  |  |  |  |
| Elecciones municipales de 2014 | 5 oct 2014     | —    | 32.0 | 25.6 | 9.4  | 7.0  | 4.0  | 6.4  |  |  |  |  |  |
|                                |                |      |      |      |      |      |      |      |  |  |  |  |  |
| Ipsos Perú/América             | 5 oct 2014     | ?    | 34.7 | 25.2 | 11.4 | –    | –    | 9.5  |  |  |  |  |  |
| Ipsos Perú/El Comercio         | 24 sep 2014    | 400  | 50.0 | 26.7 | –    | 8.3  | –    | 23.3 |  |  |  |  |  |
| César Carranza/El Diario       | 19–20 sep 2014 | 3000 | 34.2 | 25.0 | 13.1 | 8.7  | 1.8  | 9.2  |  |  |  |  |  |
| Data Procest                   | 17–20 sep 2014 | 384  | 36.1 | 29.7 | 7.2  | 8.5  | 1.0  | 6.4  |  |  |  |  |  |
| César Carranza/El Diario       | 8–14 sep 2014  | ?    | 28.8 | 21.5 | 18.6 | 6.4  | 4.2  | 7.3  |  |  |  |  |  |
| César Carranza/El Diario       | 12–16 ago 2014 | ?    | 27.3 | 19.1 | 16.9 | 7.0  | 3.6  | 8.2  |  |  |  |  |  |
| César Carranza/El Diario       | 17–19 jul 2014 | 1904 | 34.2 | 11.6 | 11.0 | 10.2 | 11.6 | 22.6 |  |  |  |  |  |

### Preferencias de voto
La siguiente tabla enumera las preferencias de voto en bruto (incluyendo blancos, viciados y sin respuesta) y no ponderadas.
|                                |                |      |      |      |      |     |     |      |      |      |  |  |  |
| Elecciones municipales de 2014 | 5 oct 2014     | —    | 27.0 | 21.6 | 7.9  | 5.9 | 3.4 | 15.9 | –    | 5.4  |  |  |  |
|                                |                |      |      |      |      |     |     |      |      |      |  |  |  |
| Ipsos Perú/El Comercio         | 24 sep 2014    | 400  | 30   | 16   | –    | 5   | –   | 12   | 28   | 14   |  |  |  |
| César Carranza/El Diario       | 19–20 sep 2014 | 3000 | 21.9 | 16.0 | 8.4  | 5.6 | 1.2 | 35.9 | –    | 5.9  |  |  |  |
| Data Procest                   | 17–20 sep 2014 | 384  | 27.6 | 22.7 | 5.5  | 6.5 | 0.8 | 15.4 | 8.1  | 4.9  |  |  |  |
| César Carranza/El Diario       | 8–14 sep 2014  | ?    | 19.8 | 14.8 | 12.8 | 4.4 | 2.9 | 31.3 | –    | 5.0  |  |  |  |
| César Carranza/El Diario       | 12–16 ago 2014 | ?    | 15.3 | 10.7 | 9.5  | 3.9 | 2.0 | 17.9 | 26.0 | 4.6  |  |  |  |
| César Carranza/El Diario       | 17–19 jul 2014 | 1904 | 19.5 | 6.6  | 6.3  | 5.8 | 6.6 | 17.6 | 25.3 | 12.9 |  |  |  |

## Resultados

### Sumario general
| |                                                     |              |              |              |           |           |  |  |
| Partidos y coaliciones                                                                                     | Partidos y coaliciones                              | Voto popular | Voto popular | Voto popular | Regidores | Regidores |  |  |
| Partidos y coaliciones                                                                                     | Partidos y coaliciones                              | Votos        | %            | ±pp          | Total     | +/−       |  |  |
| | Kausachun Cusco (Kausachun)                         | 67,394       | 32.03        | Nuevo        | 8         | +8        |  |  |
| | Somos Perú (SP)                                     | 53,916       | 25.63        | +23.96       | 3         | +3        |  |  |
| | Movimiento Regional Acuerdo Popular Unificado (APU) | 19,711       | 9.37         | +8.03        | 1         | +1        |  |  |
| | Movimiento Regional Inka Pachakuteq (Inka)          | 14,779       | 7.02         | n/a          | 1         | +1        |  |  |
| | Tierra y Libertad (TyL)                             | 8,472        | 4.03         | +2.26        | 0         | ±0        |  |  |
| | Movimiento Regional Tawantinsuyo (MT)               | 7,746        | 3.68         | n/a          | 0         | ±0        |  |  |
| | Acción Popular (AP)                                 | 7,641        | 3.63         | +2.96        | 0         | ±0        |  |  |
| | Alianza Popular (APRA–RN)1                          | 7,358        | 3.50         | +0.86        | 0         | ±0        |  |  |
| | Fuerza Inka Amazónica (FIA)                         | 5,510        | 2.62         | Nuevo        | 0         | ±0        |  |  |
| | Alianza para el Progreso (APP)                      | 5,496        | 2.61         | Nuevo        | 0         | ±0        |  |  |
| | Partido Humanista Peruano (PHP)                     | 4,334        | 2.06         | n/a          | 0         | ±0        |  |  |
| | Patria Arriba Perú Adelante (PAPA)                  | 3,035        | 1.44         | –31.99       | 0         | –8        |  |  |
| | Autogobierno AYLLU (AYLLU)                          | 2,925        | 1.39         | n/a          | 0         | ±0        |  |  |
| | Partido Popular Cristiano (PPC)                     | 2,073        | 0.99         | +0.67        | 0         | ±0        |  |  |
| |                                                     |              |              |              |           |           |  |  |
| Total | Total                                               | 210,390      |              |              | 13        | ±0        |  |  |
| |                                                     |              |              |              |           |           |  |  |
| Votos válidos                                                                                              | Votos válidos                                       | 210,390      | 84.13        | –2.01        |           |           |  |  |
| Votos en blanco                                                                                            | Votos en blanco                                     | 16,969       | 6.79         | +0.62        |           |           |  |  |
| Votos nulos                                                                                                | Votos nulos                                         | 22,704       | 9.08         | +1.39        |           |           |  |  |
| Votos emitidos                                                                                             | Votos emitidos                                      | 250,063      | 84.40        | –1.66        |           |           |  |  |
| Abstenciones                                                                                               | Abstenciones                                        | 46,216       | 15.60        | +1.66        |           |           |  |  |
| Votantes registrados                                                                                       | Votantes registrados                                | 296,279      |              |              |           |           |  |  |
| |                                                     |              |              |              |           |           |  |  |
| Fuente: |                                                     |              |              |              |           |           |  |  |
| Notas al pie: 1 Comparado con los resultados del Partido Aprista Peruano (APRA) en las elecciones de 2010. |                                                     |              |              |              |           |           |  |  |
| Notas al pie:                                                                                              |                                                     |              |              |              |           |           |  |  |
| 1 Comparado con los resultados del Partido Aprista Peruano (APRA) en las elecciones de 2010.               |                                                     |              |              |              |           |           |  |  |

### Concejo Provincial del Cusco
| Cargo                         | Autoridad electa              | Partido político | Partido político                              |
| ----------------------------- | ----------------------------- | ---------------- | --------------------------------------------- |
| Alcalde Provincial del Cusco  | Carlos Moscoso Perea          |                  | Kausachun Cusco                               |
| Regidor Provincial del Cusco  | Richard Suárez Sánchez        |                  | Kausachun Cusco                               |
| Regidora Provincial del Cusco | Jesyka Guevara Villanueva     |                  | Kausachun Cusco                               |
| Regidor Provincial del Cusco  | Darío Sosa Soto               |                  | Kausachun Cusco                               |
| Regidora Provincial del Cusco | Norma Rodríguez Limache       |                  | Kausachun Cusco                               |
| Regidor Provincial del Cusco  | Aarón Medina Cervantes        |                  | Kausachun Cusco                               |
| Regidora Provincial del Cusco | Jane Ortíz de Zevallos Orozco |                  | Kausachun Cusco                               |
| Regidor Provincial del Cusco  | Carlos Aguilar Ortíz          |                  | Kausachun Cusco                               |
| Regidora Provincial del Cusco | Jackeline Zúñiga Mendoza      |                  | Kausachun Cusco                               |
| Regidor Provincial del Cusco  | Boris Mujica Paredes          |                  | Somos Perú                                    |
| Regidora Provincial del Cusco | Crayla Alfaro Aucca           |                  | Somos Perú                                    |
| Regidor Provincial del Cusco  | Óscar Cáceres Quispe          |                  | Somos Perú                                    |
| Regidor Provincial del Cusco  | Daniel Abarca Soto            |                  | Movimiento Regional Acuerdo Popular Unificado |
| Regidor Provincial del Cusco  | Víctor Acurio Tito            |                  | Movimiento Regional Inka Pachakuteq           |

## Elecciones municipales distritales

### Sumario general
| | Somos Perú (SP)                                     | 32,216  | 21.53 | +16.75 | 1 | ±0 |  |  |
| | Movimiento Regional Acuerdo Popular Unificado (APU) | 23,798  | 15.90 | +14.63 | 1 | +1 |  |  |
| | Kausachun Cusco (Kausachun)                         | 21,380  | 14.29 | Nuevo  | 1 | +1 |  |  |
| | Movimiento Regional Tawantinsuyo (MT)               | 15,936  | 10.65 | n/a    | 0 | ±0 |  |  |
| | Siempre Unidos (SU)                                 | 10,211  | 6.82  | Nuevo  | 1 | +1 |  |  |
| | Alianza Popular (APRA–RN)1                          | 5,669   | 3.79  | –1.88  | 0 | ±0 |  |  |
| | Acción Popular (AP)                                 | 4,718   | 3.15  | +2.96  | 0 | ±0 |  |  |
| | Alianza para el Progreso (APP)                      | 4,650   | 3.11  | Nuevo  | 0 | ±0 |  |  |
| | Tierra y Libertad Cusco (TyL)                       | 4,010   | 2.68  | +0.38  | 1 | ±0 |  |  |
| | Movimiento Regional Inka Pachakuteq (Inka)          | 3,569   | 2.39  | +0.95  | 1 | +1 |  |  |
| | Patria Arriba Perú Adelante (PAPA)                  | 2,832   | 1.89  | –12.20 | 0 | ±0 |  |  |
| | Fuerza Inka Amazónica (FIA)                         | 2,411   | 1.61  | Nuevo  | 0 | ±0 |  |  |
| | Partido Humanista Peruano (PHP)                     | 2,221   | 1.48  | Nuevo  | 0 | ±0 |  |  |
| | Fuerza Popular (FP)                                 | 2,178   | 1.46  | Nuevo  | 0 | ±0 |  |  |
| | Autogobierno AYLLU (AYLLU)                          | 2,065   | 1.38  | +1.16  | 0 | ±0 |  |  |
| | Partido Popular Cristiano (PPC)                     | 1,949   | 1.30  | +1.28  | 0 | ±0 |  |  |
| | Listas independientes distritales                   | 9,814   | 6.56  | n/a    | 1 | +1 |  |  |
| |                                                     |         |       |        |   |    |  |  |
| Total | Total                                               | 149,627 |       |        | 7 | ±0 |  |  |
| |                                                     |         |       |        |   |    |  |  |
| Votos válidos                                                                                              | Votos válidos                                       | 149,627 | 84.46 | +6.94  |   |    |  |  |
| Votos en blanco                                                                                            | Votos en blanco                                     | 12,401  | 7.00  | –8.79  |   |    |  |  |
| Votos nulos                                                                                                | Votos nulos                                         | 15,121  | 8.54  | +1.85  |   |    |  |  |
| Votos emitidos                                                                                             | Votos emitidos                                      | 177,149 | 84.82 | –1.59  |   |    |  |  |
| Abstenciones                                                                                               | Abstenciones                                        | 31,713  | 15.18 | +1.59  |   |    |  |  |
| Votantes registrados                                                                                       | Votantes registrados                                | 208,862 |       |        |   |    |  |  |
| |                                                     |         |       |        |   |    |  |  |
| Fuente: |                                                     |         |       |        |   |    |  |  |
| Notas al pie: 1 Comparado con los resultados del Partido Aprista Peruano (APRA) en las elecciones de 2010. |                                                     |         |       |        |   |    |  |  |
| Notas al pie:                                                                                              |                                                     |         |       |        |   |    |  |  |
| 1 Comparado con los resultados del Partido Aprista Peruano (APRA) en las elecciones de 2010.               |                                                     |         |       |        |   |    |  |  |

### Resultados por distrito
La siguiente tabla enumera el control de los distritos de la provincia de Cusco. El cambio de mando de una organización política se resalta del color de ese partido.
| Distrito      | Alcalde(sa) titular         | Partido político | Partido político          | Alcalde(sa) electo(a)     | Partido político | Partido político          |
| ------------- | --------------------------- | ---------------- | ------------------------- | ------------------------- | ---------------- | ------------------------- |
| Ccorca        | David Quispe Orozco         |                  | Tierra y Libertad Cusco   | David Quispe Orozco       |                  | Tierra y Libertad Cusco   |
| Poroy         | Miguel Sánchez Arteaga      |                  | Partido Aprista Peruano   | Edwin Sucno Dávalos       |                  | Inka Pachakuteq           |
| San Jerónimo  | Policarpo Ccorimanya Zúñiga |                  | Somos Perú                | William Paño Chinchazo    |                  | Siempre Unidos            |
| San Sebastián | Julián Incaroca Ninancuro   |                  | Gran Alianza Nacionalista | Andmar Sicus Cahuana      |                  | Acuerdo Popular Unificado |
| Santiago      | Fermín García Fuentes       |                  | Gran Alianza Nacionalista | Franklin Sotomayor Apaza  |                  | Somos Perú                |
| Saylla        | Daniel Quispe Yupayccana    |                  | Qosqollay                 | Delfín Quispe Ccalla      |                  | Kausachun Cusco           |
| Wánchaq       | Clodomiro Caparo Jara       |                  | Movimiento Regional PAN   | Willy Cuzmar del Castillo |                  | Reconstruyamos Wánchaq    |